# 范晔
范晔（398年—445年），字蔚宗，小字磚，順陽（現河南省淅川南部人），南朝劉宋政治人物，歷史學家，《後漢書》作者。，生父為范泰，後過繼予范弘之。范晔墓位于河南省淅川县老县城（今老城镇）南35千米埠口街的东侧（已被丹江口水库淹没），共有9座墓冢，世称为“范氏九冢”。

## 簡歷
范曄出生於士族家庭，但他母親是妾，因此身份地位不高。高祖范晷為西晉雍州刺史。曾祖范汪仕東晉，官至晉安北將軍、徐兗二州刺史，封爵武興縣侯，传至范晔的堂伯父范弘之，范弘之无子，过继范晔为子，故范晔得以袭爵。祖父范寧任臨淮太守、豫章太守。父范泰為中書侍郎，桓玄執政時被廢黜。曾祖范汪「博學多通，善談名理」，撰有《尚書大事》二十卷、《范東陽方》一百零五卷等。祖父范寧作《春秋榖梁傳集解》十二卷，「其義精審，為世所重」。父范泰亦有《古今善言》二十四卷。
范曄雖生名門，但本人卻是妾生的庶子。據說范曄的母親把他生在廁所裡，並碰傷了他的前額，因而有小字「磚」。420年，劉裕代晉稱帝，國號為宋。同年，范曄為劉裕子劉義恭冠軍參軍。此後十餘年中，先後擔任過尚書外兵郎、荊州別駕從事史、秘書監、新蔡太守，司徒從事中郎、尚書吏部郎等職。由於性格驕慢，經常被貶官。
| 中國二十四史 | 中國二十四史   | 中國二十四史 | 中國二十四史 | 中國二十四史 |
| 次序         | 書名           | 作者         | 作者         |              |
| 次序         | 書名           | 姓名         | 時代         |              |
| ------------ | -------------- | ------------ | ------------ | ------------ |
| 1            | 史记           | 司馬遷       | 西漢         |              |
| 2            | 汉书           | 班固         | 東漢         |              |
| 3            | 后汉书         | 范曄         | 劉宋         |              |
| 4            | 三國志         | 陈寿         | 西晋         |              |
| 5            | 晋书           | 房玄龄等     | 唐           |              |
| 6            | 宋书           | 沈约         | 蕭梁         |              |
| 7            | 南齐书         | 萧子显       | 蕭梁         |              |
| 8            | 梁书           | 姚思廉       | 唐           |              |
| 9            | 陈书           | 姚思廉       | 唐           |              |
| 10           | 魏书           | 魏收         | 北齐         |              |
| 11           | 北齐书         | 李百药       | 唐           |              |
| 12           | 周书           | 令狐德棻等   | 唐           |              |
| 13           | 南史           | 李延寿       | 唐           |              |
| 14           | 北史           | 李延寿       | 唐           |              |
| 15           | 隋书           | 魏徵等       | 唐           |              |
| 16           | 旧唐书         | 刘昫等       | 后晋         |              |
| 17           | 新唐书         | 欧阳修等     | 北宋         |              |
| 18           | 旧五代史       | 薛居正等     | 北宋         |              |
| 19           | 新五代史       | 欧阳修       | 北宋         |              |
| 20           | 宋史           | 脱脱等       | 元           |              |
| 21           | 辽史           | 脱脱等       | 元           |              |
| 22           | 金史           | 脱脱等       | 元           |              |
| 23           | 元史           | 宋濂等       | 明           |              |
| 24           | 明史           | 张廷玉等     | 清           |              |
| 相關         | 東觀漢記       | 劉珍等       | 東漢         |              |
| 相關         | 新元史         | 柯劭忞       | 民國         |              |
| 相關         | 清史稿         | 趙爾巽等     | 民國         |              |
| 相關         | 點校本二十四史 | 顧頡剛等     | 共和國       |              |

宋文帝元嘉九年（432年）時，范曄因「左遷宣城太守，不得志，乃刪眾家《後漢書》為一家之作」，從而寫下了這部史學名著。此書簡明周詳，敘事生動，故取代以前各家的後漢史。
440年時，范曄一躍為權勢顯赫的重臣──代行揚州刺史職權並參與決策大權，元嘉二十二年（445年）范曄因謀反被殺，當時《後漢書》志稿乃范曄請謝儼代作，稿雖完成，但謝儼恐范曄之禍及於己身，匆忙將志稿毀掉，宋文帝追之不及。北宋時，有人把晉朝司馬彪《續漢書》八志三十卷與之合刊，成今天《後漢書》。章太炎認為，「史、漢之後，首推後漢書」。陳寅恪曾說：「蔚宗（范曄字）之為後漢書，體大思精，信稱良史。」《後漢書》與《史記》、《漢書》、《三國志》合稱「四史」。
由於劉裕子彭城王劉義康長期執政而受到宋文帝猜忌。元嘉十七年（440年），文帝以「合黨連群，陰謀潛計」的罪名誅殺、流放劉義康的親信十餘人，並貶劉義康為江州刺史。劉義康不甘心失敗，準備奪權。他想方設法拉攏范曄。最初，范曄不願意入伙，但最終還是參加了劉義康集團。是年十一月，造反事發，並有人告密宋文帝，說范曄是政變主謀。范曄不承認參與謀反，孔熙先把他寫的文件、信札等物呈上，范曄只得認罪。元嘉二十二年（445年）以謀反的罪名被處斬，其子范藹、范遙、范叔蔞同時遇害，范曄在獄中寫有《獄中與諸甥侄書》。時年48歲。范曄年少時，其兄范晏常說：「此兒進利，終破門戶。」終如晏言。《宋书·范晔传》載：“家乐器服玩，并皆珍丽，妓妾亦盛饰，母止住单巷。唯有一厨，盛樵采，子弟冬无被，叔父单布衣。”
王鳴盛《十七史商榷》的〈范蔚宗以謀反誅〉，是為范曄翻案的文章。王鳴盛認為宋文帝的三位親信大臣──沈演之、何尚之、庾炳之因為嫉妒范曄的才幹與受寵，以讒言將范曄誣以謀反。

## 無神論
范曄是個無神論者。在《後漢書》中，他猛烈抨擊了佞佛。認為佛教奇譎不經，尤其不屑於其神不滅論和因果報應的說法。並對信佛的漢桓帝進行了辛辣的嘲諷。范曄也反對天命論，認為「天道性命，聖人難言之，況乃臆測微隱，猖狂無妄之福，污滅宗親，以觖一切之功哉！」他還在《張衡傳》中大量收錄了張衡反圖讖引述的史實和論證。與此同時，范曄論證了陰陽禁忌论的荒谬之處。

## 著作
范曄的文風筆勢縱放，詞句綺麗凝煉，頗具駢文句法，有「博涉經史，善為文章，能隸書，曉音律。」之讚。
- 《後漢書》。其最大的成就是在貶官期間，收集已有的7種版本的《後漢書》，參考袁宏所著的《後漢紀》，著成了現存的《後漢書》，該書被後人稱為前四史之一。
- 《雙鶴詩序》
- 《樂游應詔詩》
- 《和香方》（今佚）
- 《雜香膏方》（今佚）
- 《百官階次》（今佚）

## 延伸阅读
[在维基数据编辑]
 在维基文库阅读此作者作品
 《宋書/卷69》，出自沈约《宋书》